# Sparta Atletik
```
 For alternative betydninger, se 
Sparta (flertydig)
.
 
(
Se også artikler, som begynder med Sparta
)
```

Sparta Atletik og Motion, normalt blot kaldet Sparta, er en af Danmarks førende atletikklubber, hjemmehørende på Østerbro i København. Foreningens træningsfaciliteter findes på Østerbro Stadion og i Sparta Hallen. 
I 2014 vandt klubben en dobbeltsejr i Danmarksturneringen i atletik for 17. år i træk; mændenes sejr var den 29. i træk. Klubben hentede også størstedelen af førstepladserne ved de individuelle danske mesterskaber samme år. Klubben er også den mest vindende i landet på ungdomssiden; ved DM for ungdom 2009 i Esbjerg blev Sparta den klart mest vindende klub både i antallet af guldmedaljer og samlet antal af medaljer. Det blev til 54 medaljer hvoraf 23 var af guld, 21 af sølv og 10 af bronze. 

## Atleter
Af atleter fra Sparta kan nævnes:
| - Dennis Jensen. Tidligere dansk mester på flere langdistancer, og dansk rekordholder på 5000 meter. - Steen Walter. Dansk mester på 10 km cross og 1500 meter inde. - Morten Jensen. Dansk mester på 100 meter, 200 meter og længdespring. - Christian Olsen. Dansk mester på 10.000 meter fra 2005. - Nicklas Hyde. Dansk mester på 400 meter. - Jacob Fabricius Riis. Dansk indendørs mester på 400 meter. - Simon Corlin Jensen. Dansk mester i hammerkast og vægtkast. - Lars Møller (spydkaster). Dansk mester i spydkast. - Rasmus W. Jørgensen - Kim Juhl Christensen - Jesper Simonsen Dansk mester på 100 meter - Rasmus Olsen: EM-deltager i 4 x 400 meter | - Christina Scherwin. 5-dobbelt dansk mester og nordisk rekordholder i spydkast. - Rikke Rønholt. Dansk mester på 400 meter og 800 meter. - Julie Schmidt-Scherer. Dansk mester på 200 meter. - Helena Schmidt-Scherer. Dansk mester på 400 meter. - Anita Tørring. Dansk mester i stangspring. - Vanessa Mortensen. Dansk mester i hammerkast og vægtkast. - Cathrine Larsåsen. Norsk mester i stangspring. - Erica Jarder. Svensk mester i længdespring. - Marna Egholm. Færøsk mester og rekordindehaver i flere lang- og mellemdistanceløb. Nr. 20 ved Berlin Marathon 2014. |

## Klubrekorder

### Mænd
| 100 m: 10,43 Christian Trajkovski 1996 200 m: 20,88 Lars Pedersen 1989 400 m: 46,08 Jens Smedegaard 1981 800 m: 1.41,11 Wilson Kipketer 1997 1500 m: 3.31,17 Robert K. Andersen 1997 3000 m: 7.43,78 Mogens Guldberg 1987 3000 m forhindring: 8.35,09 Peder Troldborg 1992 5000 m: 13.25,39 Dennis Jensen 2000 10000 m: 28.08,64 Dennis Jensen 2002 110 m hæk: 13,9 Bogdan Deoniziak 1993 200 m hæk: 24,09 Bogdan Deoniziak 1993 400 m hæk: 50,02 Nicolai Hartling 2015 | Længdespring: 8,03 Morten Jensen 2006 Højdespring: 2,27 Michael Mikkelsen 1990 Stangspring: 5,75 Piotr Buciarski 2002 Trespring: 16.03 Jesper Riege 1998 Kuglestød: 20,06 m Kim Juhl Christensen 2011 Spydkast: 77,88 Kenneth Petersen 1988 Diskoskast: 61,16 Jan Cordius 1995 Hammerkast: 77,02 Jan Bielecki 2002 Vægtkast: 22,86 Jan Bielecki 1997 Femkamp: 3573 Michael Jørgensen 1992 Tikamp: 7240 Piotr Buciarski 2002 Kaste-femkamp: 4895 Jan Cordius 1995 | 10 km landevej: 28,40 Flemming Jensen 1990 15 km landevej: 43,57 Flemming Jensen 1990 Halvmarathon: 1.02,02 Jan Ikov 1993 Marathon: 2.14,48 Flemming Jensen 1991 |

### Kvinder
| 100 m: 11,65 Lene Demsitz 1987 200 m: 23,93 Sofie Abildtrup 2004 400 m: 53,75 Christina Schnohr 2000 800 m: 2.01,11 Heidi K. Jensen 2002 1500 m: 4.07,18 Heidi K. Jensen 2002 3000 m: 9.03,12 Nina Christiansen 1995 3000 m forhindring: 10.04,65 Louise Pil Mørch 2005 5000 m: 15.26,71 Nina Christiansen 1996 10000 m: 32.42,73 Dorte Vibjerg 2003 100 m hæk: 13,30 Maria Kamrowska 1993 200 m hæk: 28,53 Julie Widstrup 1998 400 m hæk: 57,45 Rikke Rønholt 1998 | Længdespring: 6,72 Lene Demsitz 1985 Højdespring: 1,92 Donata Jancewicz 1996 Stangspring: 4,15 Anita Tørring 2004 Trespring: 12,57 Lisbeth Bertelsen 2001 Kuglestød: 16,54 Claudia Mues 1999 Spydkast: 63,45: Christina Scherwin 2005 Diskoskast: 49,60 Claudia Mues 1998 Hammerkast: 61,67 Vanessa Mortensen 2006 Vægtkast: 17,46 Vanessa Mortensen 2006 7-kamp: 5445 Charlotte Beiter 1992 Kaste-3-kamp: 2616 Christina Scherwin 2003 Kaste-4-kamp: 3191 Christina Scherwin 2003 | 10 km landevej: 32,41 Dorte Vibjerg 2003 15 km landevej: 51,45 Anja Jørgensen 1996 Halvmarathon: 1.11,36 Annemette Jensen 2003 Marathon: 2.30.07 Annemette Jensen 2005 |

## OL-deltagelser
Sparta Atletik har haft 18 deltagere med til de olympiske lege:
| 1920 Antwerpen - Henri Thorsen deltog på 110 meter hæk og 4×100 meter - Albert Andersen nummer 7 i 8 km cross-hold og nummer 20 individuelt; deltog også på 10000-meteren, men kom ikke i mål. - Gunnar Rasmussen deltog i 3000- og 10000 meter-gang. 1924 Paris - Henri Thorsen deltog på 110 meter hæk, 400 meter hæk og 4×100 meter 1928 Amsterdam - Leo Jørgensen deltog på 100 meter - Orla Olsen deltog i marathonløbet 1932 Los Angeles - Christian Markersen deltog på 1500 meter 1936 Berlin - Børge Larsen deltog på 1500 meter - Harry Siefert nummer 10 på både 5000 og 10000 meter. 1960 Rom - Bjørn Andersen nummer 23 i stangspring 4,00 | 1988 Seoul - Mogens Guldberg deltog på 1500 meter - Lene Demsitz nummer 12 i længdespring 1996 Atlanta - Jan Bielecki deltog i hammerkast - Nina Christiansen deltog på 5000 meter 2000 Sydney - Jan Bielecki deltog i hammerkast 70,46 - Wilson Kipketer nummer 2 på 800 meter 1:45.14 2004 Athen - Wilson Kipketer nummer 3 på 800 meter 1:44.65 - Piotr Buciarski nummer 26 i stangspring 5,50 - Christina Scherwin nummer 29 i spydkast 56,86 - Annemette Jensen nummer 49 på marathon 2:50.01 2008 Beijing/Peking - Christina Scherwin udtaget i spydkast - Morten Jensen længdespring 2012 London - Kim Juhl Christensen kuglestød - Caroline Bonde Holm stangspring |